# Uleåborgs stadshus

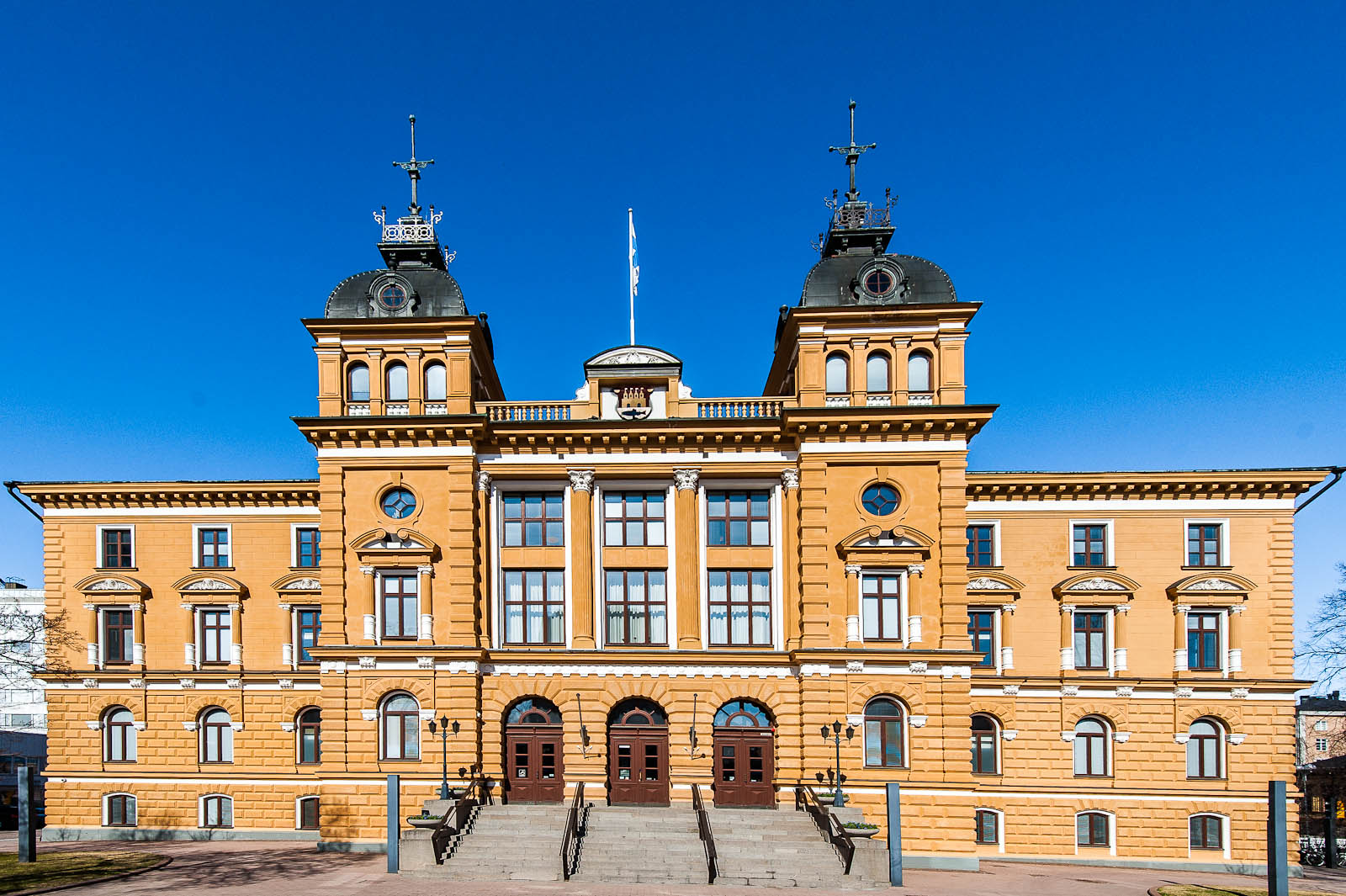
Uleåborgs stadshus.

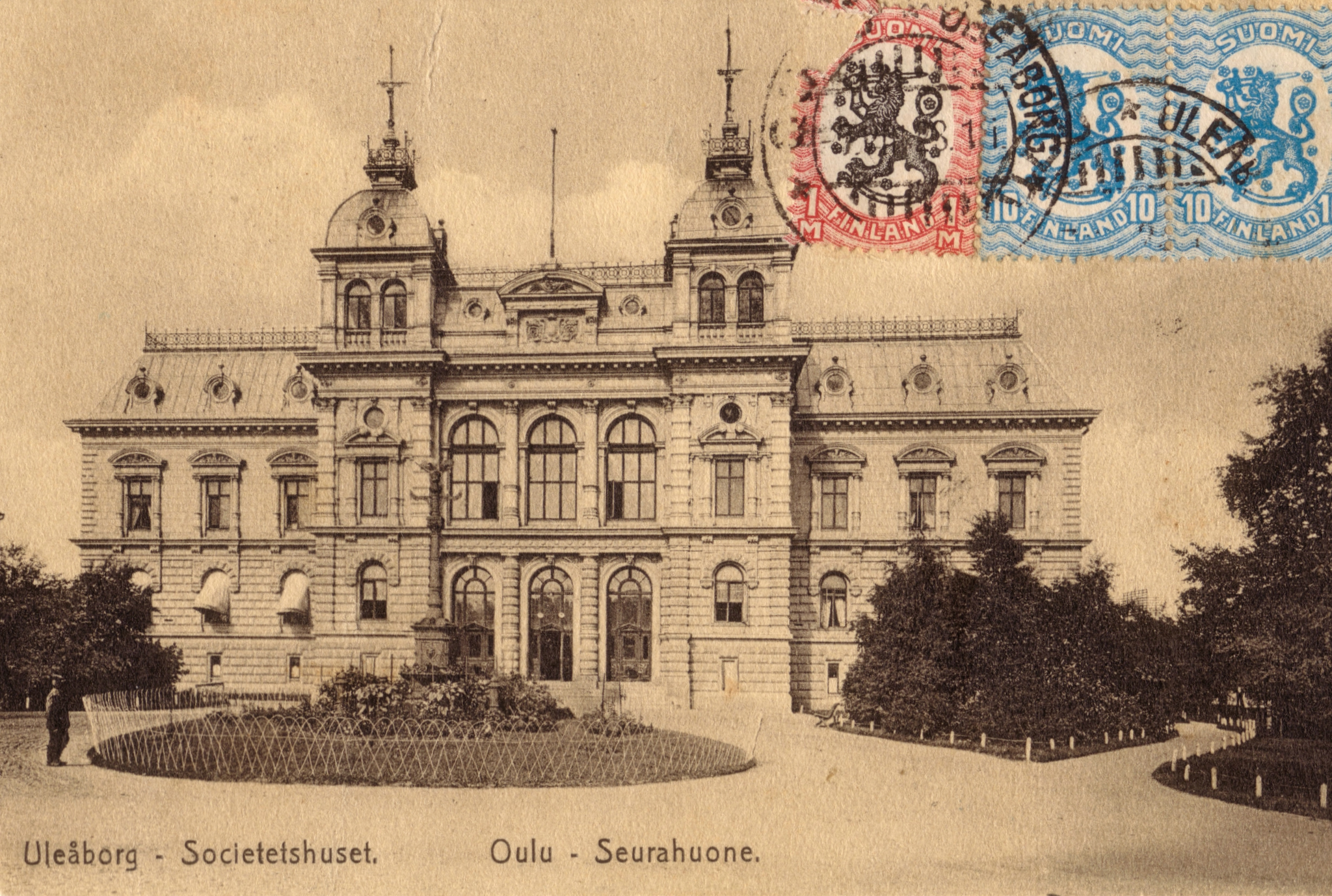
Societetshuset innan påbyggnaden.

Uleåborgs stadshus är en byggnad vid Maria Silfvans park i den finländska staden Uleåborg. Ursprungligen fungerade byggnaden som societetshus. Det societetshus i trä som tidigare fanns på platsen förstördes när staden brann 1882, varefter den nya stenbyggnaden i nyrenässansstil började byggas 1884 efter ritningar av den svenska arkitekten Johan Erik Stenberg. Byggnaden togs i bruk 1886 i samband med invigningen av Uleåborgsbanan. 1920 påbyggdes huset med en våning efter ritningar av Oiva Kallio. Uleåborgs stadsfullmäktige började använda huset 1920 och stadsstyrelsen 1931. Byggnaden grundrenoverades 1978–1981.